# Sojusz 4EU+
Sojusz 4EU+ (Sojusz 4EUPlus, 4EU+ Alliance) – sojusz ośmiu uczelni badawczych, które mają status uniwersytetu europejskiego w konkursie ogłoszonym przez Komisję Europejską.
W skład Sojuszu wchodzą: Uniwersytet Warszawski, Uniwersytet Sorboński, Uniwersytet w Heidelbergu i Uniwersytet Karola w Pradze (od marca 2018 roku) oraz Uniwersytet Kopenhaski, Uniwersytet w Mediolanie (od października 2018 roku) oraz Uniwersytet Genewski (od 1 sierpnia 2022 roku). 1 lipca 2023 roku do Sojuszu dołączył kolejny uniwersytet - Paris-Panthéon-Assas. 28 lutego 2019 Sojusz 4EU+ złożył wniosek w pilotażowym konkursie Komisji Europejskiej „European Universities” finansowanym z programu Erasmus+. 26 czerwca 2019 Komisja Europejska ogłosiła, że Sojusz otrzymał grant na rozwój współpracy.
Uczelnie zamierzają prowadzić wspólne badania, wspólnie kształcić studentów, tworzyć inicjatywy związane z innowacyjnością, transferem technologii i społeczną odpowiedzialnością uczelni. Wyzwania stojące przed partnerami sojuszu to zwiększenie mobilności, która będzie miała znaczenie dla wszystkich uczelni; pogłębienie integracji i zwiększenie równowagi na poziomie europejskim; ustanowienie wspólnych ram dla kształcenia.